# Oranjebloesemzwam
De oranjebloesemzwam (Hebeloma sacchariolens) is een schimmel in de familie Hymenogastraceae. Hij vormt ectomycorrhiza met loofbomen. Hij komt voor in struwelen, loofbossen, grienden, parken en lanen, voornamelijk op vochtige tot natte voedselrijke, kalkrijke kleibodems, maar kan ook voorkomen op kalkarme, voedselarme zand- of leembodems en op veen. Hij is bekend van els (Alnus), Fagus, eik (Quercus) en wilg (Salix).

## Kenmerken

### Kenmerken
Hoed
De hoed heeft een diameter van 2 tot 7 cm. De vorm is aanvankelijk halfbolvormig, later plat-convex, uiteindelijk uitgespreid met een kleine umbo. De rand blijft lang opgerold, het oppervlak is bij vochtig weer glad en vlekkerig, met een kleur variërend van grijscrème tot okerbruin; oudere exemplaren hebben vaak zwartachtige strepen. De hoed is in het midden iets donkerder.
Lamellen
De lamellen staan wijd uit elkaar, met witachtige bladen. De lamellen zijn kleibruin en daarna roestig.
Steel
De steel heeft een lengte van 3-8 cm en een dikte van 0,3-0,8 cm. De vorm is cilindrisch, soms licht tonvormig. De kleur is vergelijkbaar met de hoed, met vage witte vezels op het oppervlak.
Geur
Het vlees is gebroken wit of lichte crème. Het geeft een intense geur af. Het is geen typische paddenstoelgeur, maar doet denken aan bloemenparfums. De smaak is bitter.
Sporenprint
De sporenprint is roestkleurig. 

### Microscopische kenmerken
De sporen meten (6.6) 7.5–10.4 (10.7) × (3.7) 4.6–6.3 (6.9) μm met een Q-getal van 1.54–1.76. De cheilocystidia zijn dunwandig, kleurloos, cilindrisch en meten (30) 32–64 (66) μm lang, (2.7) 3.1–6.7 (6.9) μm breed en aan de toppen (30) 32–64 (66) μm breed.

## Verspreiding
De oranjebloesemzwam komt voor in Europa en Noord-Amerika. In Nederland komt hij algemeen voor. Hij staat niet op de rode lijst en is niet bedreigd.